# بالدوين الثالث، كونت هينو
بالدوين الثالث (1120-1088)؛ كان كونت هينو منذ 1198 السنة التي فُقد فيها والده في الأناضول حتى وفاته في 1120، فهو الابن البكر لـ بالدوين الثاني كونت هينو وإيدا اللوفانية شقيقة غودفري الأول كونت لوفان.
زواجه جلب له الأمل للمساعدة في قهر فلاندرز المقاطعة التي تم انتزاعها من والده بواسطة عمه روبرت الفريزي، بحيث تحالف مع الإمبراطور هاينريش الخامس ضد ابن عمه روبرت الثاني كونت فلاندرز وابنه بالدوين (الكونت التالي)، هاجموه في 1105 ولكنهم انهزموا، ومع ذلك كان على بالدوين التنازل عن كامبراي في 1110 ومع وفاة الكونت بالدوين السابع دخل بالدوين في تحالف ضد خليفته شارل الطيب الدنماركي، ومع ذلك لم تكن ناجحة مثل سابقتها، بحيث توفي بعد وقت قصير أثناء الصيد.

## الأبناء
بالدوين كان متزوج من يولاند دي خيلدرز ابنة جيرارد الأول، كونت خيلدرز؛ وأنجبت له:-
1. بالدوين الرابع، كونت هينو.
2. جيرهارد؛ أصبح خليفة والدتها في ممتلكاته؛ في دوديوارد ودال.
3. جيرترود/أيدا؛ تزوجت من روجر دي توسني.[2]
4. ريتشيلديس؛ تزوجت من تييري دي أفيسنيس ثم من إيفيرارد، كاستلاني تورناي.[2]

بعد وفاته أرملته تزوجت مرة أخرى من غودفري الثاني، لورد ريبيمونت؛ وأنجبت له ابنين.